# Asiohahnia dzhungarica
Asiohahnia dzhungarica là một loài nhện trong họ Hahniidae.
Loài này thuộc chi Asiohahnia. Asiohahnia dzhungarica được miêu tả năm 1992 bởi Ovtchinnikov.